# Karl Schaller

Karl Schaller

Karl Schaller (* 29. März 1846 in Wasungen; † 17. Oktober 1922 in Meiningen) war Jurist, Staatsminister, Landrat und Oberbürgermeister der Stadt Meiningen.

## Leben
Nach dem Besuch des Gymnasiums Bernhardinum in Meiningen absolvierte Karl Schaller an den Universitäten in Heidelberg, Leipzig und Jena ein Studium der Rechtswissenschaften. Während seines Studiums in Heidelberg wurde er 1864 Mitglied der Burschenschaft Frankonia Heidelberg. Anschließend trat er in den Justizdienst vom Herzogtum Sachsen-Meiningen ein, wo er in Hildburghausen, Gräfenthal und Sonneberg als Richter tätig war. 1882 wurde Schaller als Nachfolger von Rudolf von Ziller zum Oberbürgermeister der Residenzstadt Meiningen berufen. Dieses Amt übte er bis 1889 aus, um danach die Funktion des Landrats vom Landkreis Meiningen zu übernehmen.
1890 wurde Schaller als Regierungsrat und Vortragender Rat im Staatsministerium von Sachsen-Meiningen in den Abteilungen des Innern und der Kirchen- und Schulsachen eingesetzt. Er war weiter Mitglied der Nationalliberalen Partei und besaß für diese ein Mandat im Meininger Landtag. 1900 ernannte Herzog Georg II. Karl Schaller zum Staatsrat und übertrug ihm den Vorstand der Abteilung des Innern. Von 1912 bis 1918 war er Staatsminister des Herzogtums. Anlässlich seines 50-jährigen Dienstjubiläums im Jahre 1917 verlieh ihm die Stadt Meiningen die Ehrenbürgerschaft. Nach der Novemberrevolution und der Abdankung vom Herzog Bernhard III. musste Karl Schaller nach der Demission des unter seiner Leitung stehenden Kabinetts sein Amt aufgeben. 1922 wurde Schaller in den Meininger Gemeinderat gewählt, dem er bis zu seinem Tod vorstand. Nach ihm ist die „Schallerstraße“ im Meininger Stadtteil Ost benannt.